# Frédéric Salat-Baroux
Frédéric Salat-Baroux, nacido 12 de juillet de 1963 en París, es un alto funcionario, político y abogado francés .
Desde el 2 de juin de 2005 hasta el final del mandato de Jacques Chirac en 2007, ejerció el cargo de secretario general de la presidencia de la República francesa en el Elíseo .
Consejero de Estado en servicio ordinario desde abril de 2007, dimitió del Consejo de Estado el 1 septiembre de 2017 para dedicarse a su carrera de abogado.

### Familia
Procedente de una familia judía de Túnez, Frédéric es hijo del profesor Jacques Salat-Baroux, ginecólogo y pionero francés de la procreación médicamente asistida (MAP).

### Formación e inicios profesionales
Titular de una maestría en derecho empresarial, graduado del Instituto de Estudios Políticos de París, de la ESCP Europa y de la Escuela Nacional de Administración (promoción Victor-Hugo), ingresó en el Consejo de Estado donde fue ascendido a maestro de solicitudes en 1994 y designado comisionado gubernamental para la Asamblea de Litigios y otras formaciones judiciales.
Asesor técnico del despacho de Alain Juppé en Matignon de 1995 a 1997, responsable de la salud y de la seguridad social, luego participó en los trabajos de su asociación France Moderne.

### Un amigo cercano de Jacques Chirac
En septiembre de 2000, se unió al gabinete de Jacques Chirac en el Elíseo como asesor social, en sustitución de Philippe Bas, que acababa de ser ascendido a secretario general adjunto de la Presidencia de la República.
De mayo de 2002 a junio de 2005 fue secretario general adjunto de la presidencia de la República, primero junto a Frédéric Lemoine, luego en solitario, y bajo la dirección de Philippe Bas hasta el nombramiento de este último como ministro delegado en el gobierno de Dominique de Villepin, al que sucedió como secretario general de la Presidencia de la República.

### Vida personal
Frédéric Salat-Baroux, divorciado de una primera unión, es padre de tres hijos: Alexandre, Nicolás y Esther.
El 11 de février de 2011, se casó con Claude Chirac, hija de Jacques Chirac, ante el alcalde de París, Bertrand Delanoë.

## Publicaciones
- Les Lois de bioéthique (avec la collaboration de Jacques Salat-Baroux), Paris, éditions Dalloz, « Dalloz service », 1998, X-119 ISBN 2-247-0200-3-8
- De Gaulle-Pétain : Le destin, la blessure, la leçon, Paris, éditions Robert Laffont, juin 2010, 230ISBN 978-2-221-11443-8
- La France est la solution, Paris, éditions Plon, avril 2016, 300 ISBN 978-2-259-22333-1.
- Blum le magnifique; Paris (L'Observatoire), 2021.